# 烟草控制框架公约
《煙草控制框架公約》（英語：Framework Convention on Tobacco Control，缩写為），是针对烟草的第一部世界范围多边协议，也是世界卫生组织（WHO）第一个具有国际法约束力的全球性公约。该公约规定包括：广泛禁止菸草廣告、提高价格和税收、在烟草制品上印制健康警告标签以及除了其他烟草控制战略以外的避免人们接受被动烟草的措施，该公约的各缔约国将受到条约具体规定的制约。
2003年5月21日在日內瓦召開的第56屆世界衛生大會上獲得一致通過。
隨著秘魯於2004年11月30日成為第40個批准該條約的國家，《煙草控制框架公約》的批准國家達到了符合國際法效力的規定數目。之后，陆续又有17个国家批准了该公约，使它成为历史上被成员国批准速度最快的国际条约之一。
2005年2月27日起，该条约在最早批准该条约的40个国家生效。